# María Lvova-Belova
María Alekseievna Lvova-Belova (en ruso: Мари́я Алексе́евна Льво́ва-Бело́ва; Penza, Unión Soviética, 25 de octubre de 1984) es una política rusa, desde el 27 de octubre de 2021 es la comisionada presidencial para los Derechos del Niño en Rusia. Con anterioridad había sido senadora de la Federación Rusa, en representación del óblast de Penza (2020-2021) y miembro de la Cámara Cívica de la Federación Rusa (2017-2019).
El 17 de marzo de 2023, la Corte Penal Internacional emitió una orden de detención contra ella bajo la acusación de crímenes de guerra durante el conflicto con Ucrania.

## Biografía
Nació en 1984 en Penza. En 1990 cursó el primer grado en la escuela N° 37, en 1995 pasó al gymnasium lingüístico N° 6. En 2002 se graduó en la Facultad de Cultura y Artes A. A. Arjangelski con el título de directora de Orquesta de Variedades.
De 2000 a 2005 trabajó como profesora de guitarra en varias escuelas de música para niños en Penza. Es cofundadora y directora de la organización pública regional de Penza para promover la adaptación social «Blagovest». De 2011 a 2014 y de 2017 a 2019 fue miembro de la Cámara Cívica del óblast de Penza, al mismo tiempo, de 2017 a 2019, fue miembro de la Cámara Cívica de la Federación Rusa. En 2019 fue elegida copresidenta de la sede regional de la coalición política, Frente Popular de Toda Rusia.
En 2019 se unió al partido Rusia Unida (la tarjeta de identificación se la entregó, el 23 de noviembre, el entonces primer ministro Dmitri Medvédev). El 24 de noviembre fue elegida para el Presídium del Consejo General de Rusia Unida y se convirtió en la copresidenta del grupo de trabajo para apoyar a la sociedad civil. En septiembre de 2020, el gobernador reelegido del Óblast de Penza, Iván Belozertsev, la nombró miembro del Consejo de la Federación de Rusia del poder ejecutivo del óblast de Penza. El 18 de noviembre de 2020, asumió los puestos de miembro del Comité de Política Social del Consejo de la Federación de la Asamblea Federal de la Federación Rusa y Representante Especial del Consejo de la Federación para la interacción con el Comisionado Presidencial para los Derechos del Niño.

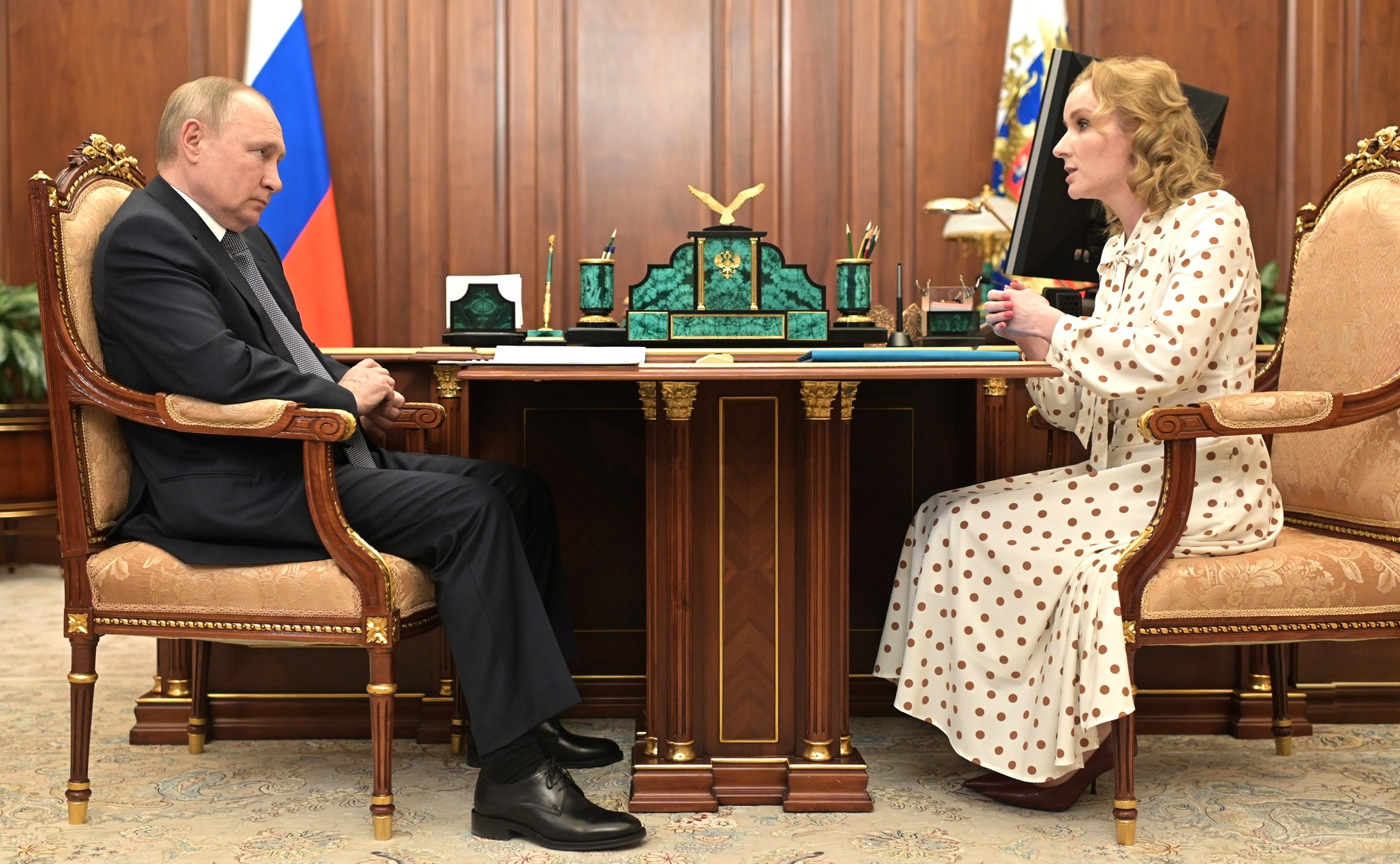
Lvova-Belova en una reunión con el Presidente de Rusia, Vladímir Putin, en marzo de 2022

El 27 de octubre de 2021 el presidente ruso Vladímir Putin la nombró comisionada presidencial para los Derechos del Niño, un mes después de que la comisionada anterior Anna Kuznetsova se convirtiera en diputada.
El 15 de diciembre de 2022, mediante un Decreto del Presidente de Rusia, Putin la incluyó en el Patronato de la Fundación «Círculo de Bondad» (Круг добра), en sustitución de las actrices Chulpán Jamátova y Ksenia Rappoport, así como de Elizaveta Oleskina, fundadora de la fundación «Vejez para la alegría».
Lvova-Belova ha sido acusada por funcionarios ucranianos y británicos de supervisar la deportación forzada y la adopción de niños de Ucrania durante la invasión rusa de Ucrania de 2022. Poco después de iniciarse la guerra, fue sancionada por la Unión Europea en julio de 2022 y por Japón en enero de 2023.
El 17 de marzo de 2023 el Tribunal Penal Internacional emitió una orden de búsqueda y captura internacional contra ella por supuestamente haber dirigido y organizado la «deportación forzada de niños ucranianos desde zonas ocupadas de Ucrania a territorio ruso». Al conocer la noticia comentó que: 

Es maravilloso que la comunidad internacional haya apreciado este trabajo para ayudar a los niños de nuestro país, que no los dejemos en zonas de guerra, que los saquemos, que creemos buenas condiciones para ellos, que los rodeemos de personas cariñosas y afectuosas. Hubo sanciones de todos los países, incluso Japón, en mi contra, ahora hay una orden de arresto, me pregunto qué pasará después, bueno, seguimos trabajando.

## Vida personal
Está casada desde 2003 y tiene cinco hijos biológicos y dieciocho adoptados. Su esposo, Pável Kogelman, es un sacerdote de la Iglesia Ortodoxa Rusa y ex programador. Su hijos biológicos nacieron en 2005, 2007, 2010, 2014 y 2018. En febrero de 2023, adoptó un niño de 15 años, Philip Golovnya, originario de Mariúpol.

## Premios
- Orden del Santo Igual a los Apóstoles Gran Duque Vladímir de 3.er grado, concedido por la Iglesia Ortodoxa Rusa (2016) - «por el desarrollo de la caridad».[22]
- Diploma de Honor del Presidente de la Federación Rusa (29 de octubre de 2018) - «por los éxitos laborales alcanzados y muchos años de trabajo concienzudo».[23]
- Insignia de Distinción por Méritos a la República de 3.er grado, concedido por la República Popular de Donetsk (28 de marzo de 2023) - «por servicios a la República Popular de Donetsk»[24]
- Orden de la Amistad (23 de agosto de 2023, Osetia del Sur): «por su gran contribución al fortalecimiento de las relaciones de amistad y cooperación entre los pueblos, asistencia activa en los procesos de protección de los derechos del niño en la República de Osetia del Sur y en relación con la 15.º aniversario del reconocimiento de la independencia de la República de Osetia del Sur por parte de la Federación de Rusia».[25]